# Solenopsis nitidum
Solenopsis nitidum är en myrart som först beskrevs av Gennady M. Dlussky och Alexander G. Radchenko 1994.  Solenopsis nitidum ingår i släktet eldmyror, och familjen myror. Inga underarter finns listade i Catalogue of Life.